# Старигард
Старигард (нем. Starigard) или Ольденбургское городище (нем. Oldenburger Wall) — бывшая столица славянского племени вагров, ныне археологический памятник в городе Ольденбург-ин-Хольштайн в германской федеральной земле Шлезвиг-Гольштейн. Является одним из важнейших археологических памятников Шлезвиг-Гольштейна. От данного укрепления берёт начало история современного города.

## Расположение

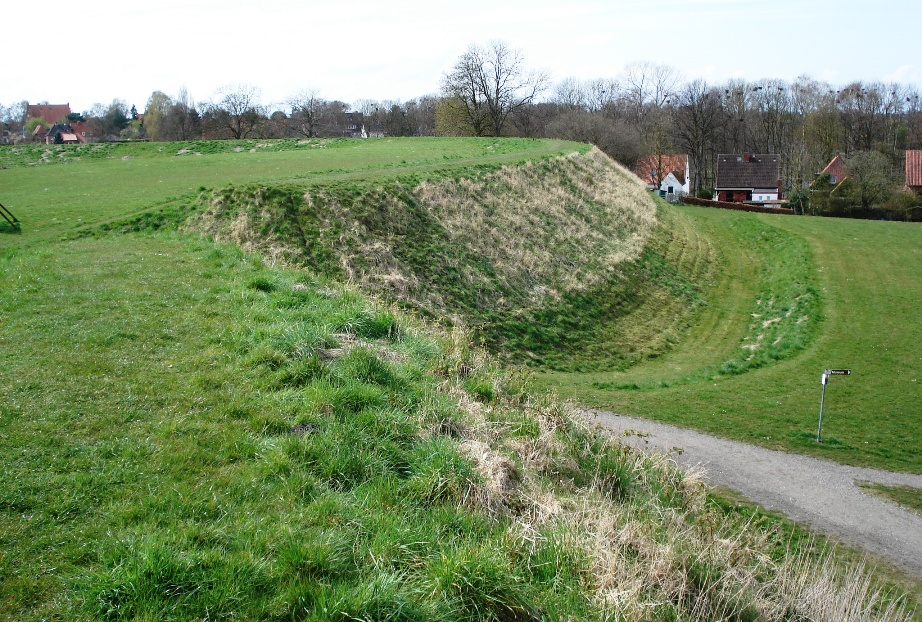
Северная сторона городища

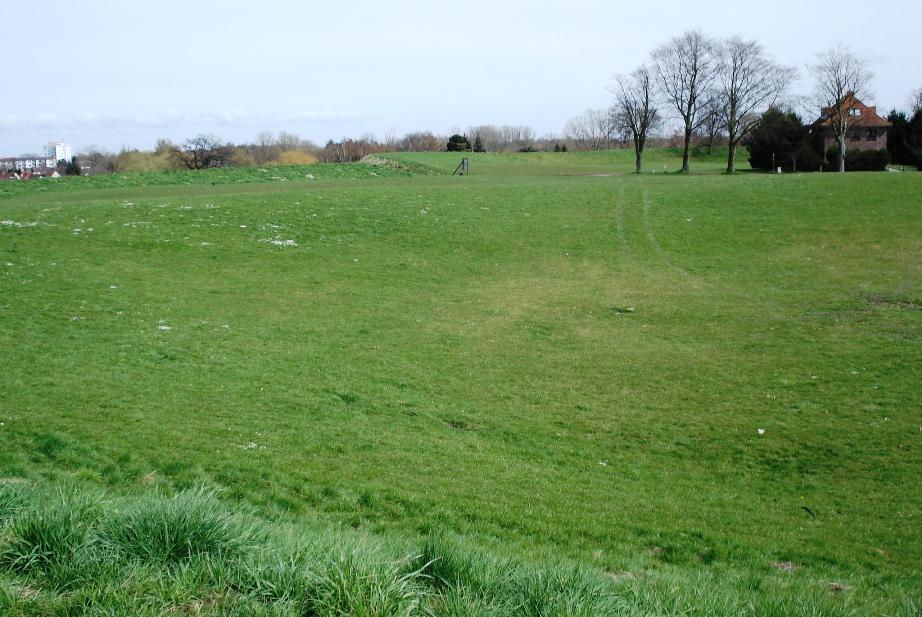
Внутри городища

Городище расположено на краю сильно увлажнённой низменности, которую пересекают многочисленные водные пути. Это заиленные и высохшие остатки некогда судоходных водных путей, которые были соединены с Балтийским морем ответвлениями Ольденбургского грабена. Такое расположение способствовало развитию обширной торговли на дальние расстояния, благодаря чему крепость и окружающее её поселение, называемое Старигард, прямым переводом и стало нижненемецкое название «Olden Burg»), стали одними из важнейших поселений своего времени на побережье Балтийского моря.

## Описание
Памятник представляет собой остатки овального городища, вытянутого в направлении запад-восток, длиной около 220 м и шириной около 100 м. Валы сохранились с северной, восточной и западной сторон и возвышаются на 18 м над окружающей местностью. К югу от городища расположен центр современного Ольденбурга. Крепостные валы возвышаются над внутренней площадкой всего на несколько метров. Городище, находки, обретённые в ходе раскопок и среда обитания славянских жителей задокументированы в расположенном неподалеку музее.
Крепость была построена в характерном для вагров стиле и состояла из деревянных городен, заполненных землёй.

## История

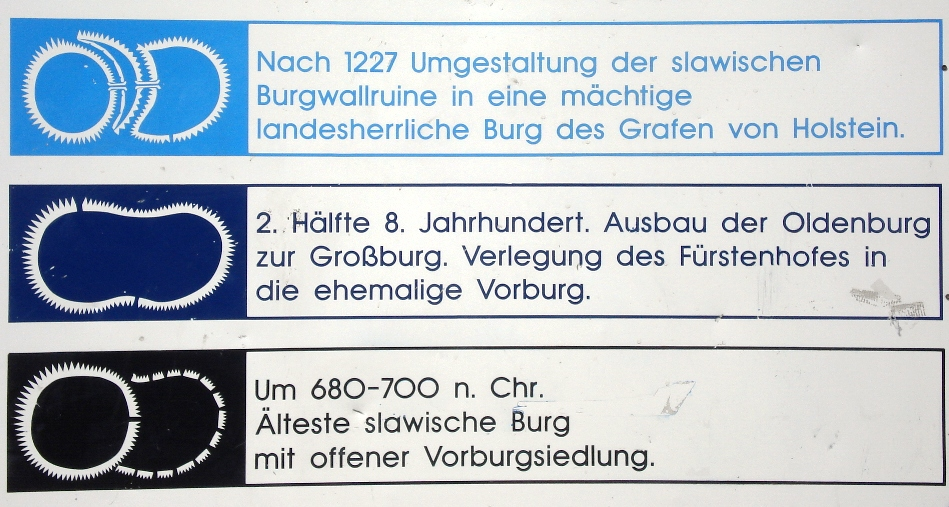
Этапы строительства Старигарда (на информационном стенде у городища)

Старигард создавался и использовался в несколько этапов:
- После иммиграции славянских племён ободритов и вагров племен на территорию восточного Гольштейна, между 680 и 700 годами н.э. на этом месте ваграми была построена овальная крепость с примыкающим предградьем на востоке.
- После 750 года крепость и предградье были расширены, княжеский двор был перенесён на территорю прежнего предградья.
- В 1148/1149 годах крепость была захвачена и разрушена датчанами под предводительством Вальдемара I.
- После 1200 года датский король Вальдемар II — после битвы при Стеллау — построил новый замок на остатках славянских укреплений.
- В 1227 году в результате битвы при Борнхёфеде замок пал под натиском Адольфа IV Шауэнбургского.Этот замок состоял из северной и южной частей, разделенных рвами, между которыми оставалась укреплённая полоса. Все три части замка были соединены мостами.
- В 1261 году замок был осаждён и разрушен (во время конфликтов между графом Герхардом I Гольштейн-Итцехо, герцогом Эриком I Шлезвигским и королем Эриком V Датским).

В последующие столетия новых укреплений не строилось.
- Начиная с 1833 года значительная часть валов была срыта.
- Археологические исследования Ольденбургского городища проводились в период с 1953 по 1958 год и с 1973 по 1986 год.
- В 1986/1987 годах Ольденбургское городище было частично реконструировано путём насыпки на валы новой земли.